# Dębina (Skrzyszów)
Dębina – część wsi Skrzyszów w Polsce, położona w województwie śląskim, w powiecie wodzisławskim, w gminie Godów. 
W latach 1975–1998 Dębina administracyjnie należała do województwa katowickiego.